# Novi (Séverskaya, Krasnodar)
Novi (del ruso: Новый) es un jútor del raión de Séverskaya, en el krai de Krasnodar de Rusia. Está situado cerca de la orilla izquierda del río Sups, afluente del Kubán, 20 km al este de Séverskaya y 21 km al sur de Krasnodar, la capital del krai. Tenía 12 habitantes en 2010.
Pertenece al municipio de Novodmítrievskaya.